# Flugplatz L’Aquila

i7
i11
i13
Der Flugplatz L’Aquila-Preturo (it.: Aeroporto di L’Aquila-Preturo “Aeroporto dei Parchi”, (IATA-Code: QAQ, ICAO-Code: LIAP)) befindet sich in der italienischen Region Abruzzen, rund acht Kilometer westnordwestlich der Stadtmitte von L’Aquila, bei der Ortschaft Preturo. Der Flugplatz wird von der Allgemeinen Luftfahrt und von Regionalfluggesellschaften genutzt.

## Infrastruktur
Der Flugplatz hat eine in Nord-Süd-Richtung verlaufende, rund 1400 Meter lange asphaltierte Start- und Landebahn (18/36). Östlich der Bahn befindet sich ein Vorfeld mit einem kleinen Empfangsgebäude, im Südosten ein Luftrettungsstützpunkt.

## Geschichte
Der Flugplatz wurde ab 1968 angelegt und bis 2009 vom örtlichen Aeroclub betrieben. Ab April 2009 diente der Flugplatz nach einem schweren Erdbeben als Stützpunkt des italienischen Zivilschutzes. Für den im Juli 2009 in L’Aquila organisierten G8-Gipfel wurde der Flugplatz etwas ausgebaut. Danach übertrug die Stadt den Flugplatz einem neuen Flughafenbetreiber aus dem Aostatal (AVDA), in der Absicht, Charter- und Regionalfluggesellschaften nach L’Aquila zu holen. Air Vallée engagierte sich in der Folge in begrenztem Maß.

## Bilder

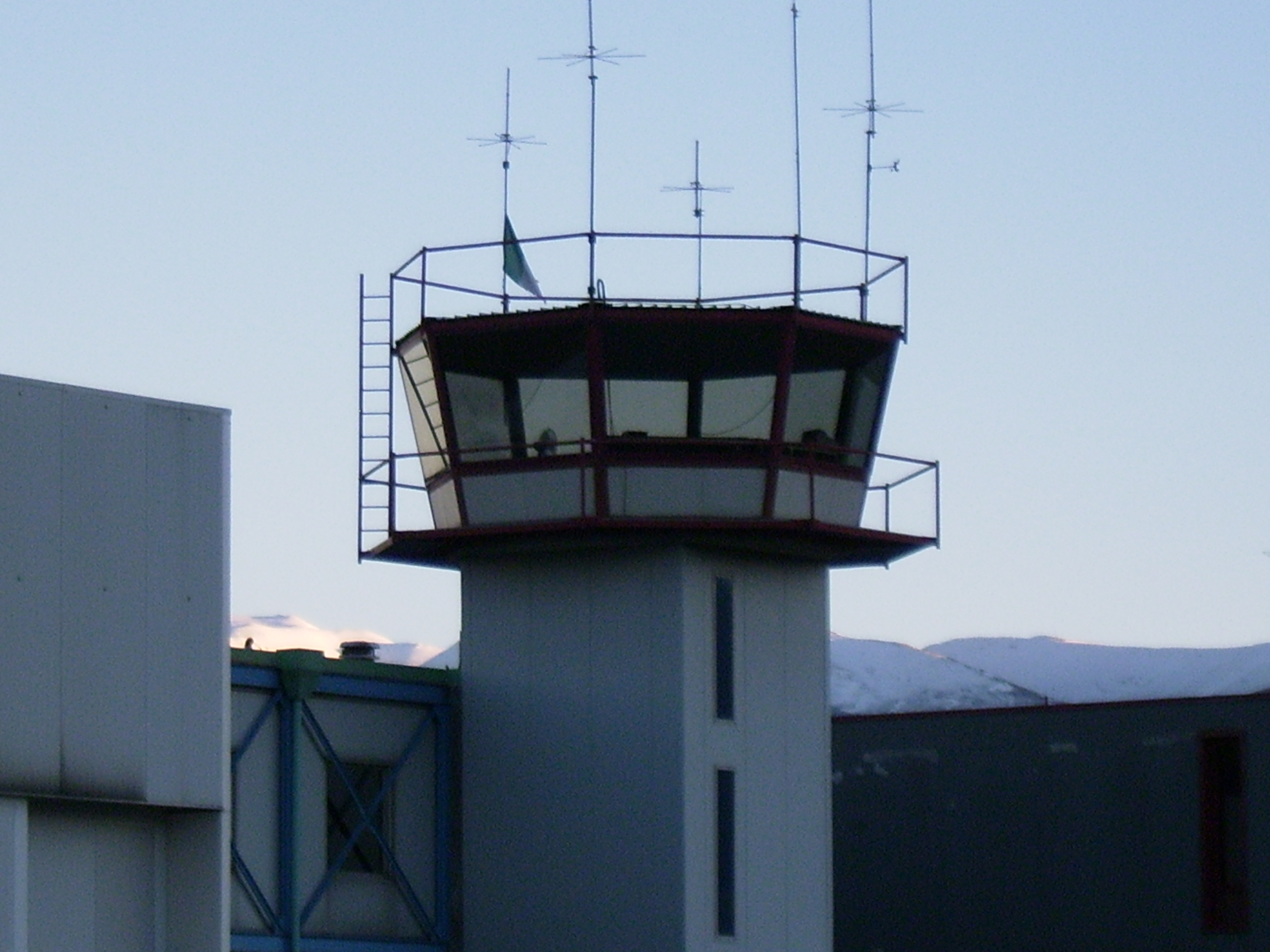
Kontrollturm
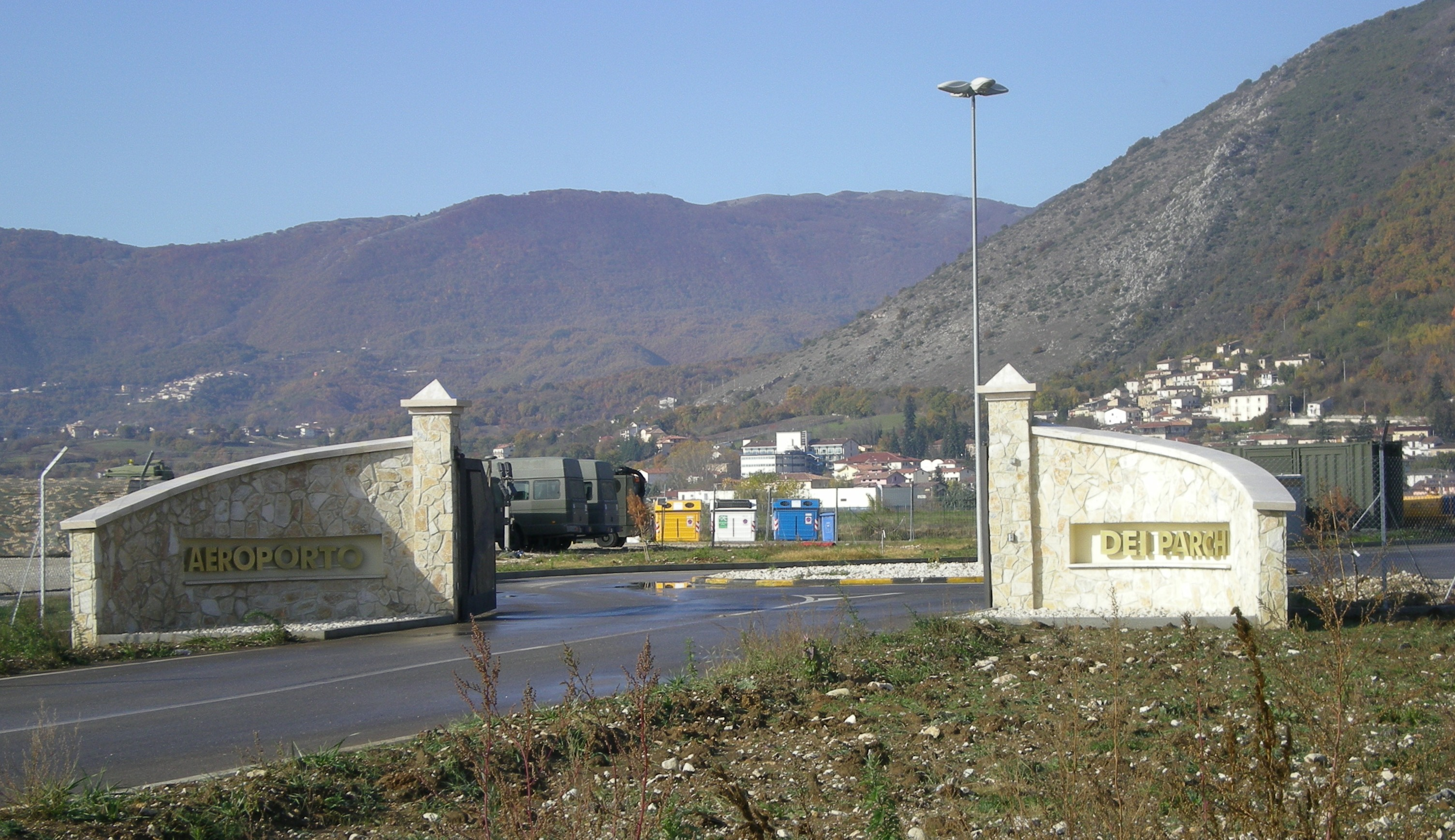
Hauptzufahrt
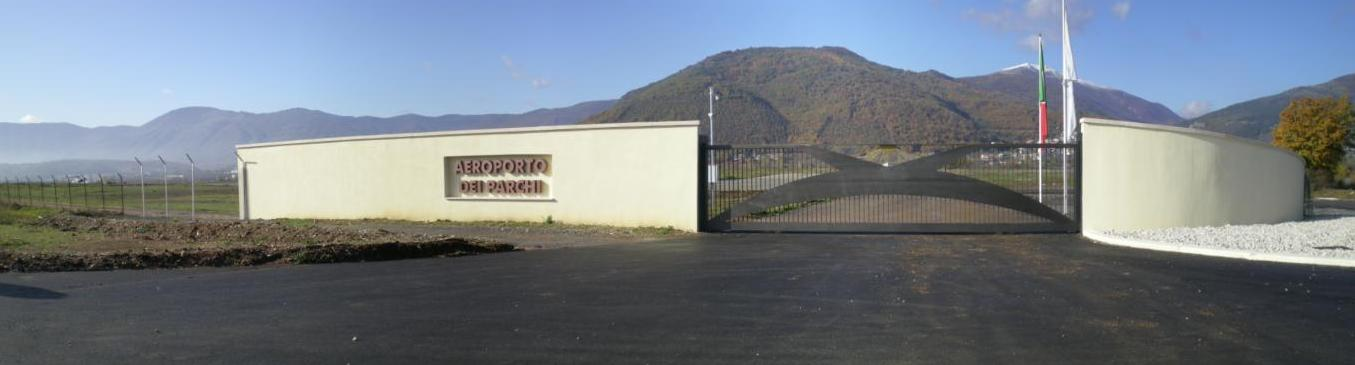
Nordeingang
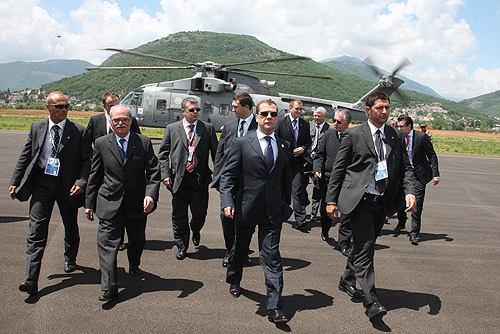
Präsident Medwedew auf dem Flugplatz L’Aquila